# Challenger de Eskisehir 2015
El torneo Eskişehir Cup 2015 es un torneo profesional de tenis. Pertenece al ATP Challenger Series 2015. Se disputará su ª edición sobre superficie dura, en Eskişehir, Turquía entre el 18 al 24 de mayo de 2015.

## Jugadores participantes del cuadro de individuales
| Favorito | País                    | Jugador         | Rank1 | Posición en el torneo |
| -------- | ----------------------- | --------------- | ----- | --------------------- |
| 1        | Bandera de Italia       | Paolo Lorenzi   | 94    | CAMPEÓN               |
| 2        | Bandera de España       | Íñigo Cervantes | 184   | FINAL                 |
| 3        | Bandera de China Taipéi | Chen Ti         | 211   | Primera ronda         |
| 4        | Bandera de la India     | Saketh Myneni   | 229   | Segunda ronda         |
| 5        | Bandera de Australia    | Matthew Ebden   | 236   | Cuartos de final      |
| 6        | Bandera de Austria      | Dennis Novak    | 243   | Primera ronda         |
| 7        | Bandera de Brasil       | Henrique Cuhna  | 246   | Primera ronda         |
| 8        | Bandera de Francia      | Remi Boutillier | 253   | Semifinales           |

- 1 Se ha tomado en cuenta el ranking del 11 de mayo de 2015.

### Otros participantes
Los siguientes jugadores recibieron una invitación (wild card), por lo tanto ingresan directamente al cuadro principal (WC):
- Barış Ergüden
- Cem İlkel
- Anıl Yüksel
- Grega Žemlja

Los siguientes jugadores ingresan al cuadro principal tras disputar el cuadro clasificatorio (Q):
- Ricardo Rodríguez-Pace
- Yaraslav Shyla
- Filip Veger
- Tucker Vorster

## Campeones

### Individual Masculino
- Paolo Lorenzi derrotó en la final a  Íñigo Cervantes, 7–6(7–4), 7–6(7–5)

### Dobles Masculino
- Sergey Betov /  Mikhail Elgin derrotaron en la final a  Chen Ti /  Ruan Roelofse, 6–4, 6–7(2–7), [10–7]